# Pasiune periculoasă
Pasiune periculoasă (titlu original: Out of Sight) este un film american de comedie de crimă din 1998 regizat de Steven Soderbergh și produs de Danny DeVito, Michael Shamberg și Stacey Sher. Rolurile principale au fost interpretate de actorii George Clooney, Jennifer Lopez, Ving Rhames și Don Cheadle. Scenariul este scris de Scott Frank pe baza romanului cu același nume al lui Elmore Leonard. Este prima dintre mai multe colaborări dintre Soderbergh și actorul George Clooney. A fost lansat la 26 iunie 1998 de Universal Pictures.
În 1999, pentru scenariul acestui film, Elmore Leonard și Scott Frank au primit Premiul Edgar pentru cel mai bun scenariu (Edgar Allan Poe Award for Best Motion Picture Screenplay).

## Distribuție
- George Clooney – Jack Foley
- Jennifer Lopez – Karen Sisco
- Ving Rhames – Buddy Bragg
- Don Cheadle – Maurice Miller
- Steve Zahn – Glenn Michaels
- Albert Brooks – Richard Ripley
- Dennis Farina – Marshall Sisco
- Luis Guzmán – Chino
- Isaiah Washington – Kenneth
- Nancy Allen – Midge
- Keith Loneker – White Boy Bob
- Catherine Keener – Adele
- Viola Davis – Moselle Miller
- Paul Calderón – Raymond Cruz
- Wendell B. Harris Jr. – Daniel Burdon
- Michael Keaton – Ray Nicolette (nemenționat)
- Samuel L. Jackson – Hejira Henry (nemenționat)
- Connie Sawyer – Old Elevator Lady